# Бафк
Национален парк Бафк е сравнително малък по площ национален парк в Иран. Той се намира югоизточно от град Язд столица на остана Язд. Тук живеят и се размножават много диви животни характерни за фауната на Иран - газели, муфлони, диви кози, гепарди и персийски леопарди. От няколко години тук се извършва проучване на дивите котки посредством радиочестотно излъчване и проследяване на животните.